# Dolovi (gmina Nikšić)
Dolovi (cyr. Долови) – wieś w Czarnogórze, w gminie Nikšić. W 2011 roku liczyła 8 mieszkańców.